# Denis Loktev
Denis Loktev (6 de abril de 2000) es un deportista de Israel que compite en natación. Ganó una medalla de bronce en los Juegos Olímpicos de la Juventud de 2018, en la prueba de 200 m libre, y cuatro medallas en el Campeonato Europeo Junior de Natación, en los años 2016 y 2018.